# Borel (auteur)
Pour les articles homonymes, voir Borel.
Borel, né à Rouen au XVIIIe siècle, est un dramaturge français.

## Biographie
Descendant d’une famille de magistrats, le père de Borel possédait lui-même une charge de judicateur au bailliage de Rouen. S’étant déjà fait connaître par quelques essais poétiques et par une épigramme latine intitulée Nicetas, couronnée par l’Académie des Palinods en 1749, Borel aborda le genre dramatique avec une pièce à caractère, le Méfiant, comédie en cinq actes et en vers, représentée pour la première fois à Paris, sur le Théâtre-Italien, le 20 décembre 1785, où elle fut favorablement accueillie.
Représentée l’année suivante sur le théâtre de Rouen, le Méfiant obtint un succès ainsi décrit par le Journal de Normandie : « des tableaux supérieurement dessinés, un dialogue où fourmillent des mots piquants et des vers heureux, dont le trait, délicatement satirique, semble ne point avoir vieilli. »
Savoir échafauder quelques mots avec grâce,
Louer avec dédain, fronder avec audace,
Persifler de sang-froid, ménager les méchans,
Opposer la saillie à l’éternel bon sens,
Parler confusément de guerre, de spectacle,
De mode, de finances : on devient un oracle,
Un prodige, un phénix... Pour peu qu’on soit cité,
On nargue la censure avec impunité ;
Et tandis que tout bas les connaisseurs gémissent,
Les femmes font cabale et les sots applaudissent.
………………… Déjà de vieux garçons,
Qui, n’étant plus fêtés, pour fonder leurs maisons
Et se donner du poids, guettent de porte en porte,
S’informant si la dot est ou plus ou moins forte,
Ils s’embarrassent peu des grâces, de l’esprit ;
La beauté, l’amour même ont perdu tout crédit ;
C’est de l’or qu’il leur faut ; quand ce mérite brille,
Pour épouser la dot ils demandent la fille.
En dépit de cet heureux coup d’essai dans la carrière littéraire, le silence gardé par les biographies sur Borel à partir de cette époque, fait supposer qu’il s’est arrêté là.

## Œuvres
- Le Méfiant, comédie en 5 actes et en vers, Paris, Cailleau, 1786

## Source
- Théodore-Éloi Lebreton, Biographie rouennaise, Rouen, Le Brument, 1865, p. 46-7.